# 명지대학교 한국어학당
명지대학교 한국어학당(明知大學校韓國語學堂)은 대한민국 서울특별시에 위치한 한국어 교육기관이다.

## 같이 보기
- 명지대학교
- 언어교육원